# コネチカット (原子力潜水艦)
| USS Connecticut (SSN-22) departing on her first scheduled deployment on 2002-05-01. |                              |
| 艦歴                                                                                |                              |
| 発注                                                                                | 1991年5月3日                 |
| 起工                                                                                | 1992年9月14日                |
| 進水                                                                                | 1997年9月1日                 |
| 就役                                                                                | 1998年12月11日               |
| その後                                                                              | 就役中                       |
| 母港                                                                                | コネチカット州グロトン       |
| 性能諸元                                                                            |                              |
| 排水量                                                                              | 基準：7,568 t、満載：9,137 t |
| 全長                                                                                | 107.5 m (353 ft)             |
| 全幅                                                                                | 12.1 m (40 ft)               |
| 喫水                                                                                | 10.9 m (36 ft)               |
| 機関                                                                                | S6W reactor 1基              |
| 乗員                                                                                | 士官15名、兵員101名          |
| 兵装                                                                                | 30インチ魚雷発射管8門        |
| モットー                                                                            | Arsenal of the Nation"       |
|                                                                                     |                              |

コネチカット(USS Connecticut, SSN-22)は、アメリカ海軍のシーウルフ級原子力潜水艦の2番艦。艦名はコネチカット州にちなみ、その名を持つ艦としてはコネチカット級戦艦1番艦(BB-18)以来5隻目。

## 艦歴
コネチカットはコネチカット州グロトンのジェネラル・ダイナミクス・エレクトリック・ボートに1991年5月3日建造発注される。1992年9月14日に起工。1997年9月1日にパトリシア・L・ローランド（コネチカット州知事ジョン・G・ローランド夫人）によって命名、進水し、1998年12月11日に就役した。
1999年は整調及び武器システム、センサー、隠密性の評価に費やされた。1999年9月にエレクトリック・ボートにおいて整調後の信頼性試験を行う。この試験でその作業量は100パーセントの増加となったが、コネチカットはこの試験を期間を残して全て完了した。コネチカットの試験はエレクトリック・ボート100年の歴史で最も安全な物であった。
2003年4月にコネチカットはワシントン大学の応用物理学研究所北極圏観測所において氷を砕き浮上した。コネチカットが浮上すると、一頭のホッキョクグマがその方向舵にかじりついた。コネチカットは任務を終え、自力で基地に帰還した。
2004年3月31日、コネチカットは対テロ戦争の一環として「ワスプ」特別攻撃グループに加わり出航する。9月2日にニューロンドン海軍潜水艦基地に帰還した。
2021年10月2日、南シナ海の公海上で潜航中に「何らかの物体」と衝突した。乗組員15名ほどが負傷したが全員命に別状はなく、また原子力推進装置にも異常はなかった。衝突物体は未知の海山で艦体は損傷、艦長、副艦長などが解任された。